# Прочиза Нуова (Авелино)
Прочиза Нуова је насеље у Италији у округу Авелино, региону Кампанија.
Према процени из 2011. у насељу је живело 30 становника. Насеље се налази на надморској висини од 599 м.